# Cameron Puertas
Cameron Puertas Castro (* 18. August 1998 in Lausanne, Schweiz) ist ein spanischer Fußballspieler.
Der Mittelfeldspieler spielt seit Sommer 2024 in Saudi-Arabien bei al-Qadisiyah unter Vertrag, nachdem er zuvor seine Karriere im Schweizer Amateurfußball begann und sich später beim FC Lausanne-Sport und bei der Royale Union Saint-Gilloise im professionellen Fußball behauptet hatte.

## Persönliches
Puertas ist als Sohn spanischer Eltern in der Schweiz geboren und aufgewachsen. Er besitzt ausschließlich die spanische Staatsangehörigkeit, hatte aber später auch das Schweizer Bürgerrecht beantragt. Nachdem er während seines Einbürgerungsprozesses ohne Führerschein Auto gefahren war, wurde das Verfahren vorerst gestoppt und Puertas wird den Schweizer Pass frühestens im Jahr 2025 erhalten.

## Karriere

### Vereinsfußball
Puertas begann seine Laufbahn in der Jugend des FC Renens, bevor er sich dem Sechstligisten FC Forward-Morges anschloss. Im Sommer 2016 wechselte er in die Nachwuchsauswahl des Kantons Waadt Team Vaud. Bis Saisonende kam er zu 22 Einsätzen für die U-21-Mannschaft in der viertklassigen 1. Liga und schoss dabei vier Tore. In der folgenden Spielzeit 2017/18 absolvierte er 24 Partien in der 1. Liga, in denen er fünf Treffer erzielte. Nach neun weiteren Ligaspielen für das Team Vaud wurde der Mittelfeldspieler im November 2018 in den Kader des FC Lausanne-Sport befördert. Im selben Monat debütierte er beim 5:1-Sieg gegen den FC Winterthur in der zweitklassigen Challenge League. Bis zum Ende der Saison bestritt der Spanier 19 Spiele in der zweithöchsten Schweizer Spielklasse, in denen er zwei Tore erzielte. In der nächsten Spielzeit 2019/20 kam er zu 26 Einsätzen in der Challenge League und schoss dabei ein Tor. Lausanne stieg schlussendlich als Tabellenerster in die Super League auf. In der Folgesaison absolvierte Puertas 33 Partien in der höchsten Schweizer Liga, in denen er fünfmal traf.
Im Januar 2022 schloss Puertas sich dann dem belgischen Erstligisten Royale Union Saint-Gilloise an. Er bestritt im Rest der Saison 2021/22 9 von 18 möglichen Ligaspielen von Saint-Gilloise. In der nächsten Saison waren es 34 von 40 möglichen Ligaspielen, in denen er vier Tore schoss, sowie vier Pokalspiele mit einem Tor und neun Spiele im Europapokal. In der Saison 2023/24 wurde er bei allen möglichen 40 Ligaspielen eingesetzt, bei denen er elf Tore schoss, sowie bei 13 Spielen im Europapokal mit drei Toren und vier Pokalspielen, die mit dem Gewinn des belgischen Pokals endeten.
Im Sommer 2024 wechselte Puertas zu al-Qadisiyah in die Saudi Professional League.

### Nationalmannschaft
Im Jahr 2021 galt Puertas aufgrund seiner Leistungen beim FC Lausanne-Sport als Kandidat für einen Kaderplatz der Schweizer U21-„Nati“ für die Europameisterschaft in Slowenien und Ungarn, doch da er nicht das Schweizer Bürgerrecht besaß und er dieses nicht rechtzeitig erhielt, konnte er nicht nominiert werden.

## Erfolge
- Belgischer Pokalsieger: 2023/24